# نبرد پورکونی
نبرد پورکونی (استونیایی: Porkuni lahing) بزرگ‌ترین نبرد میان نیروهای استونیایی ارتش سرخ و نیروهای استونیایی طرفدار استقلال و واحدهای وافن اس‌اس بود. این نبرد در تاریخ ۲۱ سپتامبر ۱۹۴۴ در محلی میان دریاچه پورکونی و روستای ساووالیا در حدود هفت کیلومتری شمال شرق شهرک تامسالو رخ داد.
هنگ ۲۴۹ام تفنگدار از سپاهیان هشتم تفنگدار استونیایی به مسلسل‌های سنگین و خمپاره‌انداز مجهز بودند و توسط توپخانه و تانک پشتیبانی می‌شدند. در حالی که لشکر بیستم نارنجک‌انداز وافن اس‌اس تنها اسلحه سبک و ضدتانک داشتند.
در نهایت نیروهای استونیایی وابسته به ارتش سرخ موفق به شکست لشکر وافن اس‌اس شدند، آن‌ها را عقب راندند و بسیاری را اسیر کردند. با این حال تلفات این نیرو از لشکر شکست خورده مقابل بیشتر بود.